# NCSM Athabaskan (G07)
Pour les articles homonymes, voir Athabaskan.
Le NCSM Athabaskan est un destroyer canadien de la Seconde Guerre mondiale de la classe Tribal qui participa aux opérations navales dans la Manche contre la marine Allemande.
Le NCSM Athabaskan a été le premier des trois destroyers de la Marine royale canadienne à porter ce nom. Il a été nommé d'après le peuple Athabaskans, une des Premières nations originaire du Canada. Il a été torpillé dans la Manche et coulée en 1944.
Les deux premiers navires de la classe Tribal ont été mis sur quille comme le NCSM Iroquois et le NCSM Athabaskan mais la fabrication de l'Iroquois a été retardé par des bombardements aériens alors qu'il était encore en chantier. L'Athabaskan a donc été renommé Iroquois et lancé en tant que navire de tête tandis que l'Iroquois d'origine a été lancé sous le nom d'Athabaskan.
Sa quille est posée le 31 octobre 1940 au chantier naval Vickers-Armstrongs de Newcastle upon Tyne, en Angleterre. Il est lancé le 15 novembre 1941 et mis en service le 3 février 1943 pour le compte de la Royal Canadian Navy.

## Historique

### Seconde Guerre mondiale
Le NCSM Athabaskan a eu un service relativement court d'environ 14 mois entre sa mise en service et son naufrage. Le navire a également connu plusieurs incidents majeurs et des dommages de combat qui l'ont obligé à être mis hors service pour des réparations pendant environ cinq mois au total. Lorsque ces périodes de réparation sont prises en compte, l'Athabaskan n'était disponible pour un service réel en mer que neuf mois avant son naufrage.
Après un bref travail après la mise en service du 3 février 1943, l'Athabaskan navigue le 29 mars 1943 pour patrouiller dans le passage Islande-Îles Féroé contre les forceurs de blocus, mais une mer démontée endommage sa coque, qui mettra cinq semaines à réparer à South Shields. Peu de temps après son retour au service, au début de juin 1943, il participe à l'Opération Gearbox III, le soulagement de la garnison du Spitzberg.
Le 18 juin 1943, l'Athabaskan subit des dommages lors d'une collision avec le navire de défense Bargate à Scapa Flow, entraînant un mois de réparation à Devonport. En juillet et août 1943, il est basé à Plymouth, effectuant des patrouilles anti-sous-marines dans le golfe de Gascogne.
L'Athabaskan a été lourdement endommagé par une bombe planante téléguidée  anti-navires allemande Henschel Hs 293 A, larguée lors une attaque d'une escadrille de 18 Dornier Do 217 de l'unité de bombardiers de la Luftwaffe Kampfgeschwader 100 (KG 100), lors d'une poursuite anti-sous-marine au large du cap Ortegal, dans le golfe de Gascogne, le 27 août 1943. La bombe planante a entièrement traversé l'Athabaskan avant de détoner à l'extérieur du navire. Le sloop HMS Egret (L75) a été coulé dans la même attaque.
De retour à Scapa Flow en décembre 1943, il escorte le convoi JW55A vers l'Union soviétique, mais en février 1944, il rejoint le commandement de Plymouth et est affectée à la 10e Flottille de destroyers nouvellement formée, effectuant des missions de mouillages de mines (Opération Hostile) et de patrouilles maritimes (Opération Tunnel) au large des côtes françaises. Le 26 avril, il participe à la destruction du torpilleur allemand T29 de la classe Elbing dans la Manche au large d'Ouessant dans le cadre de la mission "Opération Tunnel" qui comprenait le croiseur britannique HMS Black Prince (81), le destroyer HMS Ashanti (F51) et les destroyers canadiens NCSM Haida (G63) et NCSM Huron (G24).
Le 29 avril 1944, vers 3 heures du matin, l'Athabaskan patrouille avec sa sister-ship, le destroyer Haida, à l'appui d'une opération britannique de pose de mines au large des côtes de la France près de l'embouchure de la rivière de Morlaix. Il reçoit le premier d'une série d'ordres de l'Amirauté d'intercepter des navires de guerre allemands près de l'île de Batz repérés par un radar côtier dans le sud de l'Angleterre. Durant l'affrontement naval entre la flottille alliée et deux torpilleurs allemands, le T27 et le T24, il est coulé au large du phare de l'Île Vierge dans un combat. Ce naufrage causa la mort de 128 marins, 44 ont été secourus par l'Haida et 83 ont été faits prisonniers par trois dragueurs de mines allemands sortis des côtes après le départ de l'Haida. Le T27 fut également perdu dans la bataille et alla s'échouer près de Kerlouan. Les corps de 60 marins ont été inhumés dans le carré militaire du cimetière de Plouescat.
Jean Postec, cultivateur à Plouescat, témoigne : « Dans la nuit du 28 au 29 avril, je suis réveillé par de puissantes explosions venues du large. Au petit matin, je me rends sur la plage de Menfig afin de voir ce qui a pu se produire, et assiste à une scène dramatique. La mer est noire de pétrole et parsemée de dizaines de corps et de nombreux débris. Certains rescapés tentent tant bien que mal de rejoindre le rivage à travers le courant et les plaques de mazout. J'essaie d'apporter mon aide autant que je peux aux naufragés en les aidant à enlever leurs bouées et leurs habits noirs de mazout, et en ramenant les corps sans vie sur le sable. Terriblement marqué par cette journée, je ramène chez moi ces gilets de sauvetage, en souvenir du naufrage du destroyer canadien HMCS Athabascan, et de tous ces pauvres marins en détresse. ».

## Position des épaves
- Athabaskan au nord-est de la bouée Lizen Ven Ouest : 48° 43′ 59″ N, 4° 30′ 55″ O (WGS84) figure sur les cartes[Lesquelles ?][réf. souhaitée].
- T27 48° 40′ 44″ N, 4° 23′ 18″ O (non indiqué sur les cartes).